# Céline Curiol
Céline Curiol (Lyon, 1975) es una periodista y escritora francesa.

## Biografía
Nació en Lyon y se educó en la École supérieure des técnicas avanzadas y en la Sorbona. Curiol se mudó a la ciudad de Nueva York donde fue corresponsal de la BBC, Radio France y Libération. En 2005 publicó su primera novela, Voix sans issue (Voces en el laberinto), que fue traducida a 15 idiomas. Fue ganador del premio French Voices y finalista del premio al mejor libro traducido y del premio de ficción extranjera independiente en 2009.
En 2008, Curiol era residente de la prestigiosa Villa Kujoyama en Kioto. También ha vivido en Londres y Buenos Aires.
Desde entonces, ha publicado varias novelas y ensayos, incluido un aclamado libro de memorias sobre la depresión, Un Quinze août à Paris, y una ambiciosa novela de múltiples voces, que tiene lugar durante 2015 en París y cuestiona los potenciales revolucionarios de las sociedades occidentales contemporáneas.
Actualmente enseña escritura creativa, medios y comunicación en Sciences Po, Telecom ParisTech y ENSTA en París.
En 2022 publicó en castellano Las leyes de la ascensión.

## Trabajos seleccionados
- Permission, novela (2007)
- Route rouge, diario de viaje (2007)
- Voice Over (Voces en el laberinto), novela traducida por Sam Richard (2008)[8]
- Exil intermédiaire, novela (2009)
- L'ardeur des pierres, novela (2012)
- A vue de nez, ensayo (2013)[9]
- Un Quinze août à Paris, ensayo (2014)
- Les Vieux ne pleurent jamais, novela (2016)
- La posture du pêcheur, novela corta (2021)
- Las leyes de la ascensión, novela (2021)[10]